# Viktor Borel
Viktor Borel (in bielorusso Віктар Барель?; Petropavlovsk-Kamčatskij, 10 marzo 1974) è un ex calciatore sovietico, dal 1991 bielorusso, di ruolo attaccante.

## Carriera
Punta centrale, ha legato la sua carriera da giocatore al Futbol'ny Klub Homel' (traslitterato "Gomel"), militandovi per tre periodi diversi. Ha poi intrapreso la strada di tecnico, allenando varie formazioni del Gomel e la nazionale Under-19 bielorussa; dal 2021 lavora invece come direttore sportivo, sempre al Gomel.

## Palmarès

### Club

#### Competizioni nazionali
- Peršaja Liha: 1

Homel': 1997
- Coppa di Bielorussia: 1

Homel': 2001-2002